# (4785) Petrov
(4785) Petrov est un astéroïde de la ceinture principale.

## Description
(4785) Petrov est un astéroïde de la ceinture principale. Il fut découvert le 17 décembre 1984 à Naoutchnyï par Lioudmila Karatchkina. Il présente une orbite caractérisée par un demi-grand axe de 2,66 UA, une excentricité de 0,06 et une inclinaison de 2,7° par rapport à l'écliptique.

## Compléments